# 알칸사르 우나 에스트레야 2세
《알칸사르 우나 에스트레야 2세》(스페인어: Alcanzar una estrella II)은 1991년 방영된 멕시코의 텔레노벨라이다.